# Golden Smile
「Golden Smile」（ゴールデン・スマイル）は、久保田利伸の楽曲で、EXILE ATSUSHIのコラボレーション・ソングである。作詞は久保田が手がけ、作曲はATSUSHIとの共作。2011年7月25日に配信限定シングルとして発売された後、8月9日に発売された13作目のアルバム『Gold Skool』の6曲目に収録された。
2012年1月1日に発売されたATSUSHIのアルバム『Solo』には、異なるアレンジで収録された。

## 背景
「Golden Smile」は、「君の笑顔よ、永遠なれ」をテーマとしたバラードで、久保田にとっては初の男性歌手とのコラボレーションとなった。
2007年3月9日に開催された『mtv iCON：久保田利伸 powered by 楽天オークション』にATSUSHIが参加し、久保田の楽曲「Indigo Waltz」で共演。この共演は、ニューヨーク滞在時よりATSUSHIに注目していた久保田のリクエストによるもので、以降2人の交流が始まった。
2009年12月に『月刊EXILE』 で再会し、2010年3月号（2010年1月27日発売）の表紙を飾った。表紙撮影の現場にはピアノが設置されていて、ATSUSHIがピアノを演奏し、それに合わせて久保田が鼻歌を歌った。これが「Golden Smile」での共演のきっかけとなっている。

## リリース
2011年7月25日に「Golden Smile feat. EXILE ATSUSHI」の着うたフルの配信が開始され、8月15日付のBillboard Japan Hot 100で初登場49位を獲得。CD作品では、同年8月3日に発売された久保田の13作目のアルバム『Gold Skool』や、2016年に発売されたコラボレーション・ベスト・アルバム『THE BADDEST 〜Collaboration〜』に収録された。
2012年1月1日に発売されたATSUSHIの1作目のアルバム『Solo』に、「Golden Smile feat. 久保田利伸」として収録された。こちらは表記はないが、アルバムのコンセプトに沿うかたちでリアレンジされたアルバム・バージョンでの収録となった。イントロのピアノは林田裕一によるもの。

## 収録作品
久保田利伸
- Gold Skool
- THE BADDEST 〜Collaboration〜[6]

EXILE ATSUSHI
- Solo（アルバム・バージョン）